# Cryphoeca exlineae
Cryphoeca exlineae is een spinnensoort uit de familie van de waterspinnen (Cybaeidae).
De wetenschappelijke naam van de soort werd in 1988 gepubliceerd door Vincent Daniel Roth.